# Alex Anzalone
Alex Anzalone (Wyomissing, 22 settembre 1994) è un giocatore di football americano statunitense che milita nel ruolo di linebacker per i Detroit Lions della National Football League  (NFL).

## Carriera

### New Orleans Saints
Anzalone al college giocò a football con i Florida Gators dal 2014 al 2016. Fu scelto nel corso del terzo giro (76º assoluto) nel Draft NFL 2017 dai New Orleans Saints. Debuttò come professionista partendo come titolare nella gara del primo turno contro i Minnesota Vikings mettendo a segno 3 tackle e un passaggio deviato. La settimana seguente mise a segno il suo primo sack su Tom Brady dei New England Patriots. Nella settimana 4 contro i Miami Dolphins si infortunò a una spalla, venendo inserito in lista infortunati il 4 ottobre 2017.

### Detroit Lions
Il 24 marzo 2021 Anzalone firmò con i Detroit Lions.
Nella settimana 11 della stagione 2024, Anzalone si ruppe un avambraccio nella partita contro i Jacksonville Jaguars.